# Ushuaia Rugby Club
El Ushuaia Rugby Club inició su actividad el 19 de noviembre de 1981, por iniciativa de un pequeño grupo de vecinos de la ciudad más austral de la Argentina. El Ushuaia rugby club cuenta con el Excelentísimo Señor Presidente Tomas Dawson.

## Sede social
Hipólito Yrigoyen 2340 (2901) - Ushuaia, Provincia de Tierra del Fuego.
Patagonia Argentina

## Deportes que se practican
- Hockey Pista o Hockey sala
- Rugby

## Historia
A casi 30 años de aquel inicio, el club, que obtuvo personería jurídica en 1989, sigue creciendo. Hoy supera los seiscientos socios y alberga a más de 450 deportistas activos que, desde los 6 años de vida, practican rugby y hockey pista en forma sistemática, con al menos dos estímulos semanales y una competencia los fines de semana. 
Todos los grupos tienen un entrenador adulto y las categorías competitivas e infantiles avanzados cuentan con un profesor de Educación Física a cargo del acondicionamiento físico.
Veinte personas, en su mayoría profesionales, integran el personal de entrenadores coordinado por dos técnicos experimentados quienes fijan pautas y velan por el cumplimiento de los objetivos con planes acordes a cada edad del deportista.
El Club incorporó en 2009 un departamento médico que testea a los socios y asiste en esa materia a la Comisión Directiva.
Los padres de nuestros deportistas, principales interesados en la buena formación de sus hijos, se organizaron en subcomisiones y brindan un apoyo inestimable al Club que redunda en un servicio de mayor calidad. 
Todos los años, a partir de octubre, se realizan los ya tradicionales Seven del Fin del Mundo, tanto en hockey como rugby, que reúnen a cientos de niños, jóvenes y adultos.
En cada torneo, nuestro Club brinda alojamiento, comida y paseos a los visitantes e invita árbitros de trayectoria internacional que prestigian el nivel técnico de los torneos.
El Seven del Fin del Mundo de rugby, por ejemplo, lleva más de veintidós ediciones ininterrumpidas. Por allí pasaron jugadores de primera línea de todo el país y es difundido en los medios nacionales y principales programas deportivos de la especialidad, convirtiéndose así en uno de los principales eventos deportivos de la Patagonia. 
Es así que el Club, con sus acciones, educa, contiene y apoya el desarrollo de cientos de niños y jóvenes de Ushuaia, proyectando a Tierra del Fuego en el escenario deportivo regional y nacional.